# گاکووو
گاکووو (به صربی: Gakovo) یک منطقهٔ مسکونی در صربستان است که در Sombor District واقع شده‌است. گاکووو ۲٬۲۰۱ نفر جمعیت دارد.